# Gösta Westin
Gösta Egon Natanael Westin, född 27 oktober 1895 i Ystad, död 1969, var en svensk tandläkare.
Westin tog tandläkarexamen 1918, blev assistent vid Tandläkareinstitutet i Stockholm 1919, laborator vid institutet 1925-1927 (tillförordnad från 1924) och lärare i tandfyllnadskonst 1928-1943 (tillförordnad från 1927). Han disputerade 1931 "såsom för medicine doktorsgrad" (uttrycket användes om disputerande tandläkare innan odontologie doktorsgraden var införd) och blev docent i odontologi vid Karolinska Institutet 1932. Han var professor i karieslära vid Tandläkareinstitutet resp. Tandläkarhögskolan i Stockholm 1943-1962, och var högskolans rektor 1947-1962.
Westin medverkade i flera kommittéer och utredningar, bland annat de som ledde till att Tandläkarhögskolan i Malmö och Tandläkarinstitutet i Umeå inrättades.
Han promoverades till medicine hedersdoktor i Stockholm 1942, odontologie doktor 1949 (sedan denna doktorsgrad införts) och hedersdoktor i Oslo 1961.

## Utmärkelser
- Kommendör med stora korset av Nordstjärneorden, 6 juni 1962.[3]
- Kommendör av första klassen av Nordstjärneorden.[4]
- Riddare av Vasaorden.[4]
- Kommendör av Danska Dannebrogsorden.[4]
- Kommendör av Finlands Vita Rosorden.[4]
- Kommendör av Norska Sankt Olavs Orden.[4]